# Exobasidiomicets
Els exobasidiomicets (Exobasidiomycetes) són una classe de fongs basidiomicots que de vegades estan associats amb creixement anormals dels teixits vegetals coneguts com a agalles. Aquesta classe inclou l'espècie Exobasidium camelliae, l'agalla de la camèlia i Exobasidium vaccinii, que fa una agalla de fulla i de flor.

## Taxonomia
La classe dels exobasidiomicets inclou 9 ordres:
- Ordre Ceraceosorales
- Ordre Doassansiales
- Ordre Entylomatales
- Ordre Exobasidiales
- Ordre Franziozymales
- Ordre Georgefischeriales
- Ordre Microstromatales
- Ordre Robbauerales
- Ordre Tilletiales